# Megophrys kuatunensis
Espèce
Synonymes
- Xenophrys kuatunensis (Pope, 1929)

Statut de conservation UICN

 LC  : Préoccupation mineure
Megophrys kuatunensis est une espèce d'amphibiens de la famille des Megophryidae.

## Répartition
Cette espèce se rencontre en trois population distinctes :
- en République populaire de Chine dans les provinces du Guangdong, du Hunan et du Fujian ;
- en République populaire de Chine dans les provinces de Anhui et du Zhejiang ;
- dans le nord du Viêt Nam dans la province de Lào Cai.

## Description
L'holotype de Megophrys kuatunensis mesure 32 mm. Son dos est brun et sa face ventrale un peu plus claire.

## Étymologie
Son nom d'espèce, composé de kuatun et du suffixe latin -ensis, « qui vit dans, qui habite », lui a été donné en référence au lieu de sa découverte, le village de Kuatun situé dans le nord-ouest des monts Ch'ungan Hsien dans la province du Fujian.

## Publication originale
- Pope, 1929 : Four new frogs from Fukien Province, China. American Museum novitates, no 352, p. 1-5 (texte intégral).